# Grodzisko Chełm
Grodzisko Chełm – grodzisko znajdujące się na wzgórzu w Chełmie, w województwie małopolskim, w powiecie bocheńskim, w gminie Bochnia.
Wieś Chełm zaliczana jest do osad wczesnośredniowiecznych. Na najwyższej – o naturalnych walorach obronnych – części wzgórza znajdowało się wczesnośredniowieczne grodzisko zwane „Chełm” . Funkcjonowanie grodów zwanych wiślańskimi mieści się w zakresie VIII do X wieku.
W obiekcie znaleziono ceramikę z wczesnego średniowiecza. Ceramika biała podkrakowska charakteryzuje się gładką i jasną powierzchnią – od odcieni różowych do popielatych. Występowała na lewobrzeżnym obszarze Wisły od wzgórza wawelskiego do Łańcuta i była związana z występującymi na tym obszarze gleb lessowych.
Kapliczka znajdująca się na szczycie pochodzi z 1924 roku. W 2004 roku z funduszu Unii Europejskiej na wzgórzu urządzono pole widokowe .